# Floria Gueï
Floria Gueï (pronunțat flɔʁja ɡe.i; n. 2 mai 1990, Nantes, Franța) este o atletă franceză, specializată în proba de 400 m.

## Carieră
Sportiva s-a remarcat pentru prima dată pe plan internațional în 2007, când a câștigat medalia de argint la Festivalul Olimpic al Tineretului European de la Belgrad la 4x100 m. La Campionatul European în sală din 2011 a obținut medalia de bronz cu ștafeta de 4x400 m, compusă din Muriel Hurtis, Lætitia Denis, Marie Gayot și Floria Gueï. La Campionatul European din 2012 franțuzoaicele Phara Anacharsis, Lénora Guion-Firmin, Marie Gayot și Floria Gueï au câștigat medalia de argint și la Campionatul Mondial din 2013 ei au obținut bronzul, după descalificarea echipei Rusiei.
În anul 2014 Floria Gueï a cucerit medalia de aur alături de Marie Gayot, Muriel Hurtis și Agnès Raharolahy la Campionatul European de la Zürich după un finiș extraordinar, depășind adversarele din Rusia, Ucraina și Marea Britanie în ultimii 50 de metri. La Campionatul European în sală din 2015 franțuzoaicele au câștigat din nou medalia de aur. Anul următor, la Campionatul European de la Amsterdam Floria Gueï a obținut argintul și la 400 m și la 4x400 m. În 2017 ea a cucerit la Belgrad primul titlu la individual la Campionatul European în sală.
După ce echipa Franței a obținut medalia de argint la Campionatul European din 2018 Floria Gueï a devenit mamă. Apoi a participat pentru a treia oară la Jocurile Olimpice.

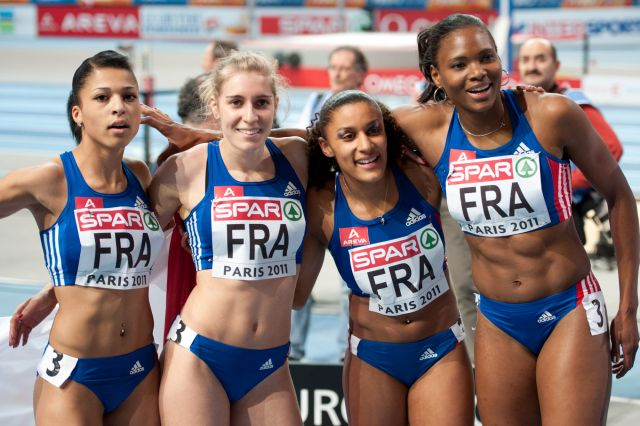
La CE în sală din 2011
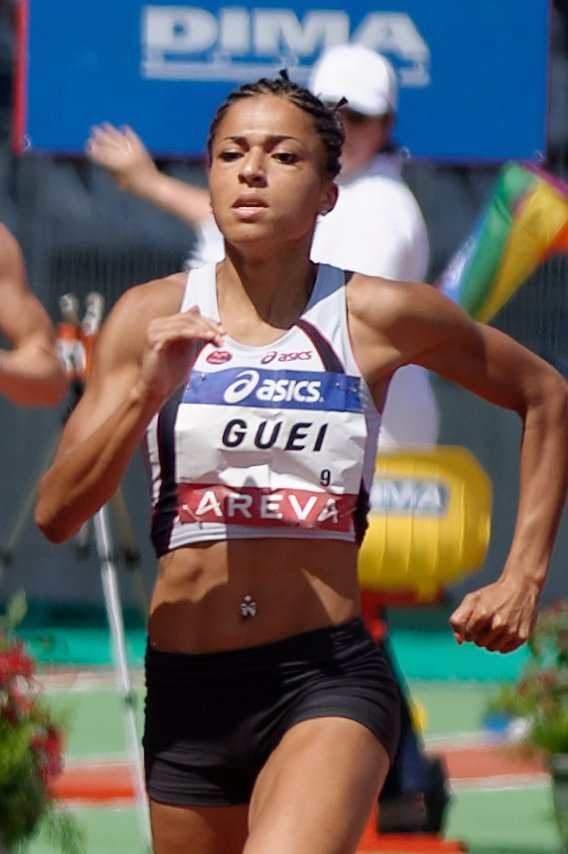
La CN din 2013
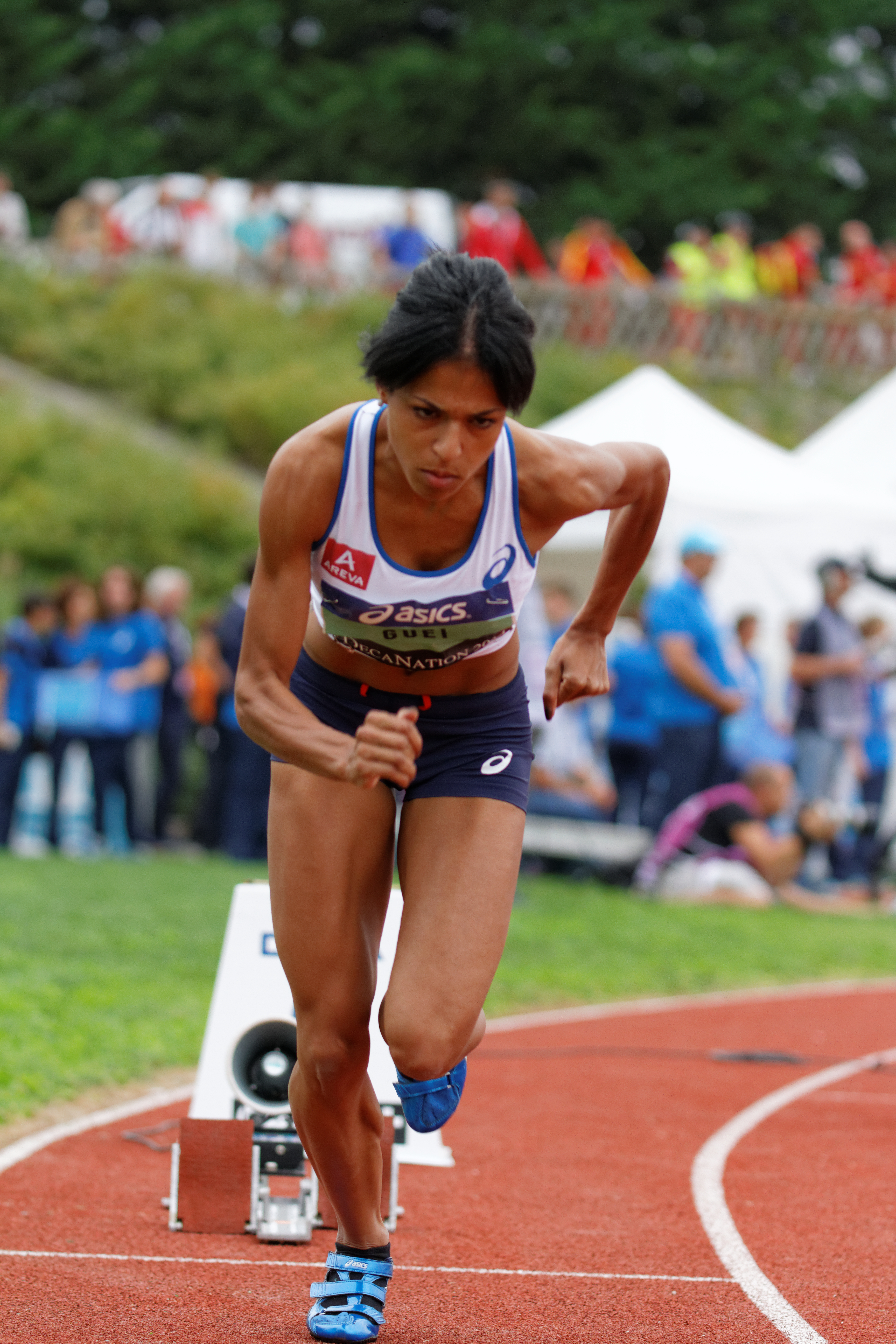
În 2014

## Realizări
| An   | Competiție                                 | Locație                  | Loc | Eveniment | Note    |
| ---- | ------------------------------------------ | ------------------------ | --- | --------- | ------- |
| 2007 | Festivalul Olimpic al Tineretului European | Belgrad, Serbia          | 4   | 200 m     | 24,30   |
| 2007 | Festivalul Olimpic al Tineretului European | Belgrad, Serbia          | 2   | 4x100 m   | 46,43   |
| 2008 | Campionatul Mondial de Juniori (sub 20)    | Bydgoszcz, Polonia       | 27  | 400 m     | 55,74   |
| 2008 | Campionatul Mondial de Juniori (sub 20)    | Bydgoszcz, Polonia       | 4   | 4×400 m   | 3:35,83 |
| 2010 | Campionatul European                       | Barcelona, Spania        | 5   | 4×400 m   | 3:29,25 |
| 2011 | Campionatul European în sală               | Paris, Franța            | 3   | 4×400 m   | 3:32,16 |
| 2011 | Campionatul European de Tineret (sub 23)   | Ostrava, Cehia           | 12  | 400 m     | 54,09   |
| 2011 | Campionatul European de Tineret (sub 23)   | Ostrava, Cehia           | 3   | 4×400 m   | 3:31,73 |
| 2011 | Campionatul Mondial                        | Daegu, Coreea de Sud     | 14  | 4×400 m   | 3:28,02 |
| 2012 | Campionatul European                       | Helsinki, Finlanda       | 2   | 4×400 m   | 3:25,49 |
| 2012 | Jocurile Olimpice                          | Londra, Marea Britanie   | 5   | 4×400 m   | 3:25,92 |
| 2013 | Campionatul Mondial                        | Moscova, Rusia           | 12  | 400 m     | 51,42   |
| 2013 | Campionatul Mondial                        | Moscova, Rusia           | 3   | 4×400 m   | 3:24,21 |
| 2014 | Ștafetele Mondiale                         | Nassau, Bahamas          | 4   | 4×400 m   | 3:25,84 |
| 2014 | Campionatul European                       | Zürich, Elveția          | 11  | 400 m     | 52,82   |
| 2014 | Campionatul European                       | Zürich, Elveția          | 1   | 4×400 m   | 3:24,28 |
| 2015 | Campionatul European în sală               | Praga, Cehia             | 6   | 400 m     | 53,00   |
| 2015 | Campionatul European în sală               | Praga, Cehia             | 1   | 4×400 m   | 3:31,61 |
| 2015 | Campionatul Mondial                        | Beijing, China           | 15  | 400 m     | 51,30   |
| 2015 | Campionatul Mondial                        | Beijing, China           | 7   | 4×400 m   | 3:26,45 |
| 2016 | Campionatul European                       | Amsterdam, Olanda        | 2   | 400 m     | 51,21   |
| 2016 | Campionatul European                       | Amsterdam, Olanda        | 2   | 4×400 m   | 3:25,96 |
| 2016 | Jocurile Olimpice                          | Rio de Janeiro, Brazilia | 11  | 400 m     | 51,08   |
| 2016 | Jocurile Olimpice                          | Rio de Janeiro, Brazilia | 10  | 4×400 m   | 3:26,18 |
| 2017 | Campionatul European în sală               | Belgrad, Serbia          | 1   | 400 m     | 51,90   |
| 2017 | Campionatul European în sală               | Belgrad, Serbia          | 5   | 4×400 m   | 3:33,61 |
| 2017 | Ștafetele Mondiale                         | Nassau, Bahamas          | 8   | 4×400 m   | 3:35,03 |
| 2018 | Campionatul European                       | Berlin, Germania         | 7   | 400 m     | 51,57   |
| 2018 | Campionatul European                       | Berlin, Germania         | 2   | 4×400 m   | 3:27,17 |
| 2021 | Ștafetele Mondiale                         | Chorzów, Polonia         | 8   | 4×400 m   | 3:30,46 |
| 2021 | Jocurile Olimpice                          | Tokio, Japonia           | 11  | 4×400 m   | 3:25,07 |

1. 1 2  Floria Gueï a participat doar la calificări.

## Recorduri personale
| Probă           | Performanță | Dată           | Locație    |
| --------------- | ----------- | -------------- | ---------- |
| 400 m           | 50,84       | 5 iunie 2016   | Birmingham |
| 4×400 m         | 3:24,21     | 17 august 2013 | Moscova    |
| 400 m în sală   | 51,90       | 4 martie 2017  | Belgrad    |
| 4×400 m în sală | 3:31,61     | 8 martie 2015  | Praga      |